# Argyreia
Argyreia é um género botânico pertencente à família Convolvulaceae.

## Espécies

### Argyreia nervosa
Esta planta, também conhecida como trepadeira-elefante, pertence à família Convolvulaceae e ao gênero Argyreia. É uma trepadeira, que tem folhas com formato de coração(cordiforme), possui flores de coloração rosa, com o interior violeta. Possui sementes peludas de cor marrom, que se formam dentro de várias cápsulas parecendo um fruto marrom. As sementes possuem ergina, um alcalóide . Os efeitos da Argyreia nervosa foram descobertos no Havaí, na década de 1960, sendo muito similares à famosa ololiuhqui dos Astecas (Rivea corymbosa), cujas sementes também possuem ergina, utilizadas em rituais religiosos.
É comum pensar que o nome do princípio ativo é LSA, mas na verdade, LSA se refere às lisergamidas em geral, e a ergina também, é uma LSA; o nome correto do princípio ativo é ergina.